# Ilham Aliyev
Ilham Heydar oglu Aliyev (em azeri: İlham Heydər oğlu Əliyev; 24 de dezembro de 1961) é o atual presidente do Azerbaijão desde 2003 e tem origem curda. Também é o líder do Partido Novo Azerbaijão. Também foi primeiro-ministro de seu país em 2003.
Filho do ex-líder do Azerbaijão Heydar Alirza oghlu, Aliyev se tornou ele mesmo presidente em 2003 através de uma eleição presidencial marcada por irregularidades após a morte de seu pai. Foi reeleito para um segundo mandato em 2008 e foi autorizado a concorrer em eleições indefinidamente em 2013 e 2018 devido ao referendo constitucional de 2009, que removeu os limites de mandato para presidentes. Ao longo da sua campanha eleitoral, Aliyev serviu como membro do partido no poder, o YAP, que dirige desde 2005.

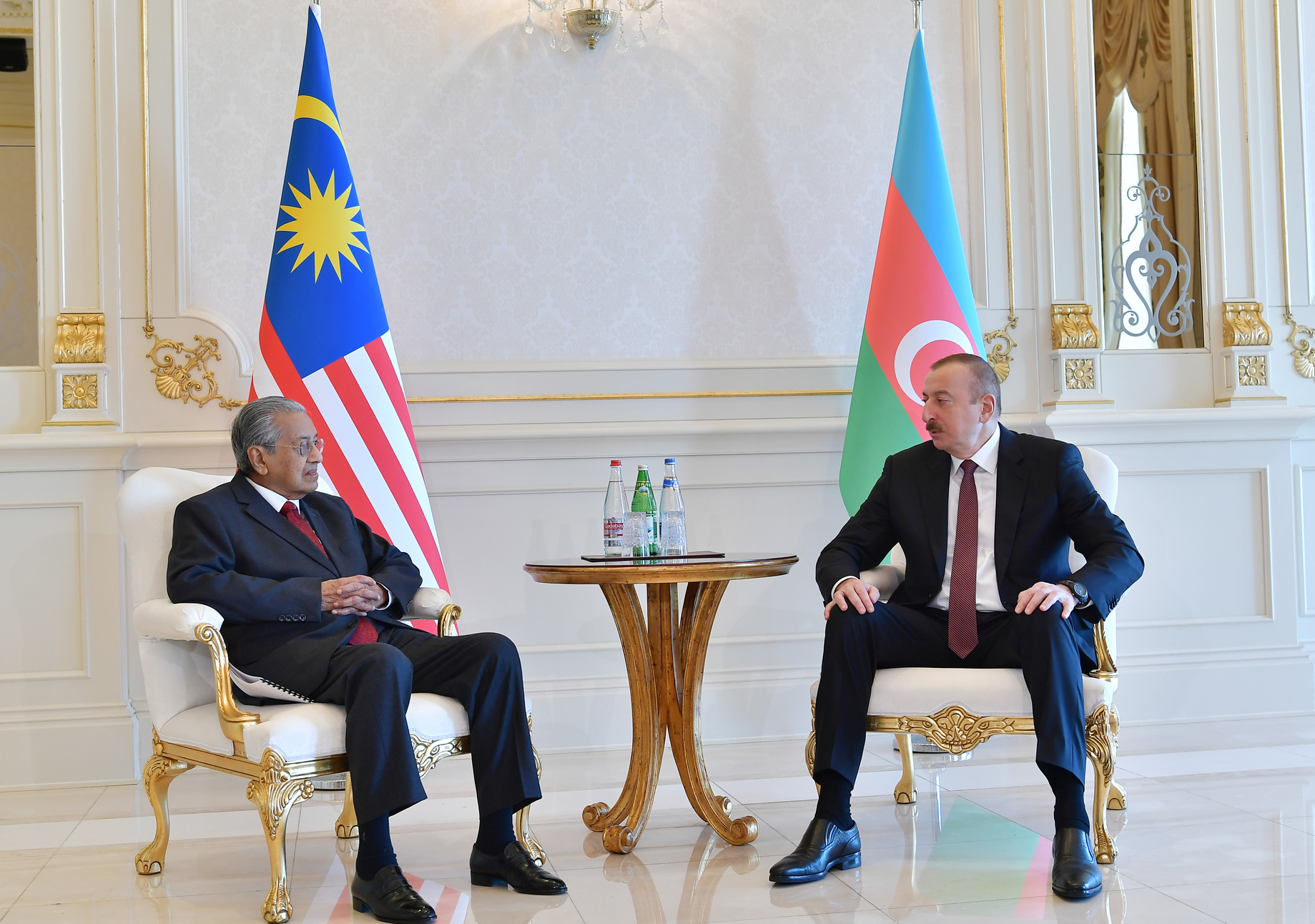
Aliyev e Mahathir bin Mohamad (26 de outubro de 2019)

O fato do Azerbaijão ser uma nação rica em petróleo, fortaleceu significativamente a estabilidade do regime de Aliyev e enriqueceu as elites dominantes do país, tornando possível acolher eventos internacionais luxuosos, bem como envolver-se em extensos esforços de lobby. A família de Aliyev enriqueceu através dos seus laços com empresas estatais. Eles possuem partes significativas de vários grandes bancos, empresas de construção e empresas de telecomunicações do Azerbaijão, e ainda possuem parcialmente controle das indústrias de petróleo e gás nacionais. Grande parte da riqueza está escondida através de uma elaborada rede de empresas offshore. Ele foi nomeado a "Personalidade do Ano" da Corrupção pela Projeto de Denúncia de Crime Organizado e Corrupção em 2012. Em 2017, foi revelado que Aliyev e sua família estavam envolvidos no caso conhecido como "Lavanderia do Azerbaijão", um esquema complexo de lavagem de dinheiro para subornar políticos europeus proeminentes para desviar as críticas a Aliyev e promover uma imagem positiva do seu regime.
Muitos observadores e analistas veem Aliyev como um ditador. Lidera um regime autoritário no Azerbaijão; as eleições não são livres e justas, o poder político está concentrado nas mãos de Aliyev e da sua família, a corrupção é extensa e as violações dos direitos humanos são graves (incluindo tortura, prisões arbitrárias, bem como assédio de jornalistas e organizações não governamentais). O conflito de Nagorno-Karabakh continuou durante a presidência de Aliyev e culminou numa guerra em grande escala em 2020, na qual o Azerbaijão recuperou o controle sobre os territórios ocupados pelos armênios em redor de Nagorno-Karabakh que foram perdidos durante a Primeira Guerra de Nagorno-Karabakh, bem como uma parte da própria região de Nagorno-Karabakh.